# The Naked Gun (película)
The Naked Gun (titulada Agárralo como puedas en España y La pistola desnuda e ¿Y dónde está el policía? en Hispanoamérica) es una película estadounidense de comedia y acción de 2025 dirigida por Akiva Schaffer, a partir de un guion del propio Schaffer, Dan Gregor y Doug Mand, a partir de una historia original de Seth MacFarlane. La película está producida por MacFarlane y Erica Huggins, y es la cuarta entrega de la franquicia The Naked Gun, como secuela de The Naked Gun 33⅓: The Final Insult (1994). Está protagonizada por Liam Neeson como Frank Drebin Jr., junto a Pamela Anderson, Paul Walter Hauser, Kevin Durand, Danny Huston, Liza Koshy, Cody Rhodes, CCH Pounder y Busta Rhymes.
La película se estrenó en Estados Unidos el 1 de agosto de 2025 por Paramount Pictures.

## Reparto
- Liam Neeson como Frank Drebin, Jr.
- Pamela Anderson como Beth
- Paul Walter Hauser como el capitán Ed Hocken
- Kevin Durand
- Danny Huston
- Liza Koshy
- Cody Rhodes
- CCH Pounder
- Busta Rhymes
- Priscila Presley... Cameo

## Producción

### Desarrollo
En diciembre de 2013, Paramount Pictures anunció que se estaba desarrollando un reinicio de la franquicia The Naked Gun con Ed Helms elegido para el papel de Frank Drebin, mientras que el guion estaba siendo coescrito por Thomas Lennon y R. Ben Garant. En enero de 2014, Garant reveló que el título provisional del proyecto era Episode IV: A New Hope, al tiempo que anunció que pretendía ser una secuela de las películas originales. Helms interpretaría a un personaje que se presentaba como «Frank Drebin, sin relación» para que la película pudiera presentar un nuevo protagonista sin contradecir lo anterior. En marzo de 2015, David Zucker declaró que le ofrecieron ser productor en el proyecto, pero que se negó a participar porque sentía que tendría un estilo de comedia diferente y, en última instancia, sería inferior a sus películas originales. En agosto de 2015, Helms confirmó que el guion aún se estaba escribiendo, y al mismo tiempo reconoció las preocupaciones que tenía Zucker acerca de la recepción por parte de la audiencia moderna y la necesidad de algo más que el género de parodia de las películas anteriores. En marzo de 2017, David Zucker y Pat Proft estaban completando una reescritura del guion, y la trama se estaba reelaborando para presentar al hijo de Frank Drebin.
En enero de 2021, se anunció que Seth MacFarlane había sido contratado para seguir desarrollando el proyecto. Después de que MacFarlane hubiera expresado previamente interés en elegir a Liam Neeson para interpretar a Frank Drebin Jr. en 2015, el estudio contrató al cineasta. Neeson reveló que el cineasta, junto con Paramount Pictures, le habían hecho una oferta para protagonizar la película. En junio del mismo año, Neeson declaró que MacFarlane estaba trabajando en un nuevo borrador del guion y que el estudio también negociaba el posible papel del cineasta como director. Expresó entusiasmo por el proyecto y la oportunidad de explorar un papel más cómico, en caso de que decidiera protagonizar la película; al tiempo que afirmó que el desarrollo del proyecto estaba en curso. En febrero de 2022, Neeson confirmó nuevamente que Paramount todavía le quería como protagonista de esta nueva secuela.
En octubre de 2022, la película recibió luz verde oficialmente, con Neeson en el papel principal de Frank Drebin Jr. y Akiva Schaffer como director. Dan Gregor y Doug Mand fueron contratados para escribir un nuevo borrador del guion, a partir de un borrador anterior con contribuciones de Mark Hentemann y Alec Sulkin. En diciembre de 2024, el Sindicato de Guionistas de los Estados Unidos determinó que Gregor, Mand y Schaffer serían acreditados como guionistas, mientras que Hentemann, MacFarlane y Sulkin contribuyeron con material adicional. MacFarlane y Erica Huggins ejercieron como productores, a través de su compañía Fuzzy Door Productions.
En abril de 2024, Pamela Anderson se unió al elenco de la película. En mayo del mismo año, Paul Walter Hauser se unió también al elenco, en el papel del Capitán Ed Hocken, junto a Kevin Durand en un papel de villano no revelado, así como Danny Huston, Liza Koshy, Cody Rhodes, CCH Pounder y Busta Rhymes.

### Rodaje
El rodaje comenzó el 6 de mayo de 2024 en Atlanta, bajo el título provisional Law of Toughness, y finalizó el 28 de junio.

### Promoción
El 3 de abril de 2025, Paramount Pictures lanzó el póster y el tráiler promocional de la película.

## Estreno
The Naked Gun fue estrenada el 1 de agosto de 2025 en Estados Unidos, después de haber sido programado inicialmente para el 18 de julio de 2025.